# Siegfried Hartmann (Publizist)
Siegfried Hartmann, Pseudonym Loki, (* 25. Mai 1875 in Dresden; † 6. September 1935 in Berlin) war ein deutscher Ingenieur und technischer Publizist.

## Leben
Er war der Sohn des Musikschriftstellers Ludwig Hartmann aus Dresden und der Luise geborene von Kirchmann. Nach dem Abitur am Gymnasium und einer sächsischen Offiziersausbildung studierte Siegfried Hartmann in Charlottenburg und Heidelberg. Er wurde Oberingenieur und war als solcher u. a. in Danzig und Mannheim tätig. Nach dem Ersten Weltkrieg, an dem er als Offizier an der Front teilgenommen hatte, wurde er Chef der technischen Schriftleitung der Deutschen Allgemeinen Zeitung. Außerdem wurde er Mitbegründer der Reichsbundes deutscher Techniker.
Er legte zahlreiche Veröffentlichungen vor, darunter populärwissenschaftliche Plaudereien über technisch-naturwissenschaftliche Erscheinungen. Damit erwarb er sich den bleibenden Verdienst, in weiten Bevölkerungskreisen Anregungen zum Verständnis der Technik gegeben zu haben. 
Heute wird die Siegfried-Hartmann-Denkmünze an Technikpublizisten vergeben.